# (5455) Surkov
(5455) Surkov es un asteroide perteneciente al cinturón de asteroides descubierto el 13 de septiembre de 1978 por Nikolái Stepánovich Chernyj desde el Observatorio Astrofísico de Crimea (República de Crimea).

## Designación y nombre
Designado provisionalmente como 1978 RV5. Fue nombrado Surkov en honor a Vladimir Vasil'evich Surkov, conocido especialista ruso en bases de datos y miembro del personal del Instituto de Aviación de Moscú.

## Características orbitales
Surkov está situado a una distancia media del Sol de 2,247 ua, pudiendo alejarse hasta 2,506 ua y acercarse hasta 1,988 ua. Su excentricidad es 0,115 y la inclinación orbital 3,386 grados. Emplea 1230,56 días en completar una órbita alrededor del Sol.

## Características físicas
La magnitud absoluta de Surkov es 13,6. Tiene 3,962 km de diámetro y su albedo se estima en 0,491. 